# سیلهام تریر
سیلهام تریر (به انگلیسی: Sealyham Terrier)، نام یکی از نژادهای سگ است که خاستگاه آن به ولز بازمی‌گردد. وزن جنس نر سیلهام تریر ۹ کیلوگرم (۲۰ پوند) است و وزن جنس مادهٔ آن ۸ کیلوگرم (۱۸ پوند). سیلهام تریر در حالت بالغ ۱۲ اینچ (۳۰ سانتیمتر) ارتفاع دارد.